# Arakhné

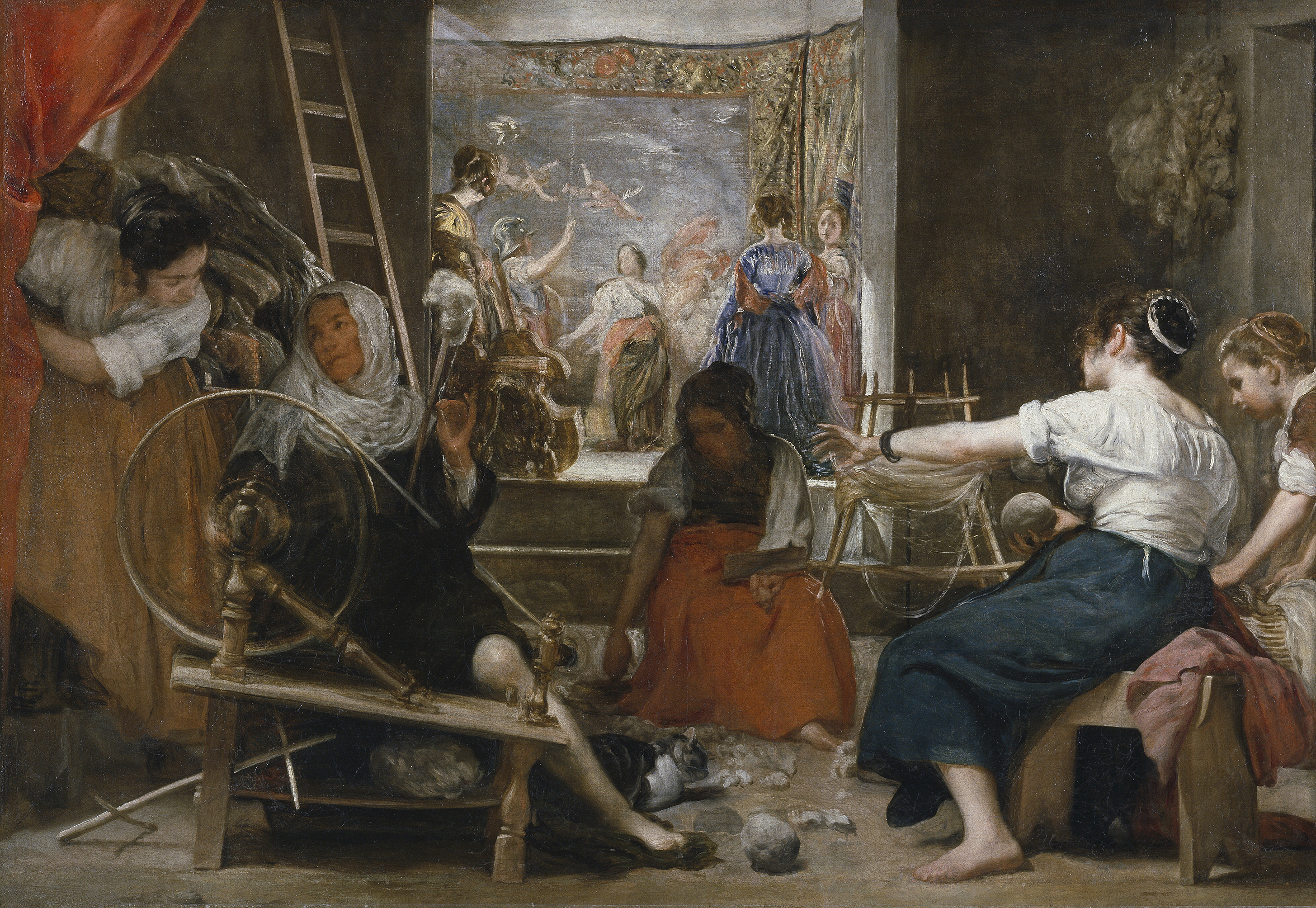
Arakhné története
(Diego Velázquez festménye)

Arakhné (Άράχνη) a görög mitológiában Kolophón hercegnője volt, aki igazán tehetséges volt a szövő- és hímzőmesterségben. Nemcsak gobelinjei voltak gyönyörűek, hanem az is, ahogyan elkészítette őket. A legenda szerint még a nimfák is felhagytak pajkos játékukkal, hogy megnézzék Arakhné varázslatos munkáját. Csodálói gyakran mondták neki, hogy ezt a mesterséget biztosan a szövés és hímezés istennőjétől, magától Pallasz Athénétől tanulta. Arakhné ezen felbátorodva eleinte csak kacagott, majd fel volt háborodva, hogy az ő munkáját az istennő tudása alá helyezik.
Arakhné kérkedése hamar Athéné fülébe jutott, aki egy öregasszony testébe bújva egy utolsó esélyt akart adni a hercegnőnek, hogy visszavonja szavait. Az öregasszony figyelmeztette Arakhnét, hogy ne hívja ki az istenek haragját, ám ő állította, hogy szívesen megmérkőzne egy versenyen Athénével. Erre felfedte magát az istennő, amire a nimfák hátrarezzentek, de Arakhné remegve, de vállalta előbbi szavait. Elkezdődött a verseny. Athéné fonalaiból azt a jelenetet szőtte meg, amikor Poszeidónnal megküzdött Athén városáért, és ellenfelét egy sós vizű forrással, saját magát pedig olajfák között ábrázolta. Arakhné eközben egy gobelint készített Zeusz félrelépéseiről, így a hattyúról és Lédáról, a bikáról és Európéról valamint Danaéról és az aranyesőről. Munkája igazán tökéletesen sikerült, és szinte életre keltek a szövet szereplői. Még maga Athéné is elismeréssel adózott a munka iránt, de tiszteletlensége miatt, és az apjáról készült szövet témája miatt a versenyben tulajdonképpen alulmaradt. Athéné darabokra tépte a szövetet és szétzúzta a szövőgépet is. Arakhné szégyenében felakasztotta magát, ám Athéné megsajnálta és visszaadta életét, de nem ember alakjában, hanem éjjel-nappal fonó pók lett belőle és utódaiból, de csodálatos szövő-fonó képessége itt is érvényesült.